# École d'arts appliqués de Zurich
L'École d'arts appliqués de Zurich, appelée en allemand Kunstgewerbeschule Zürich, et en anglais Zurich School of Arts and Crafts, est une école fondée en 1878.

## Historique

### Commencements de l'école d'arts appliqués

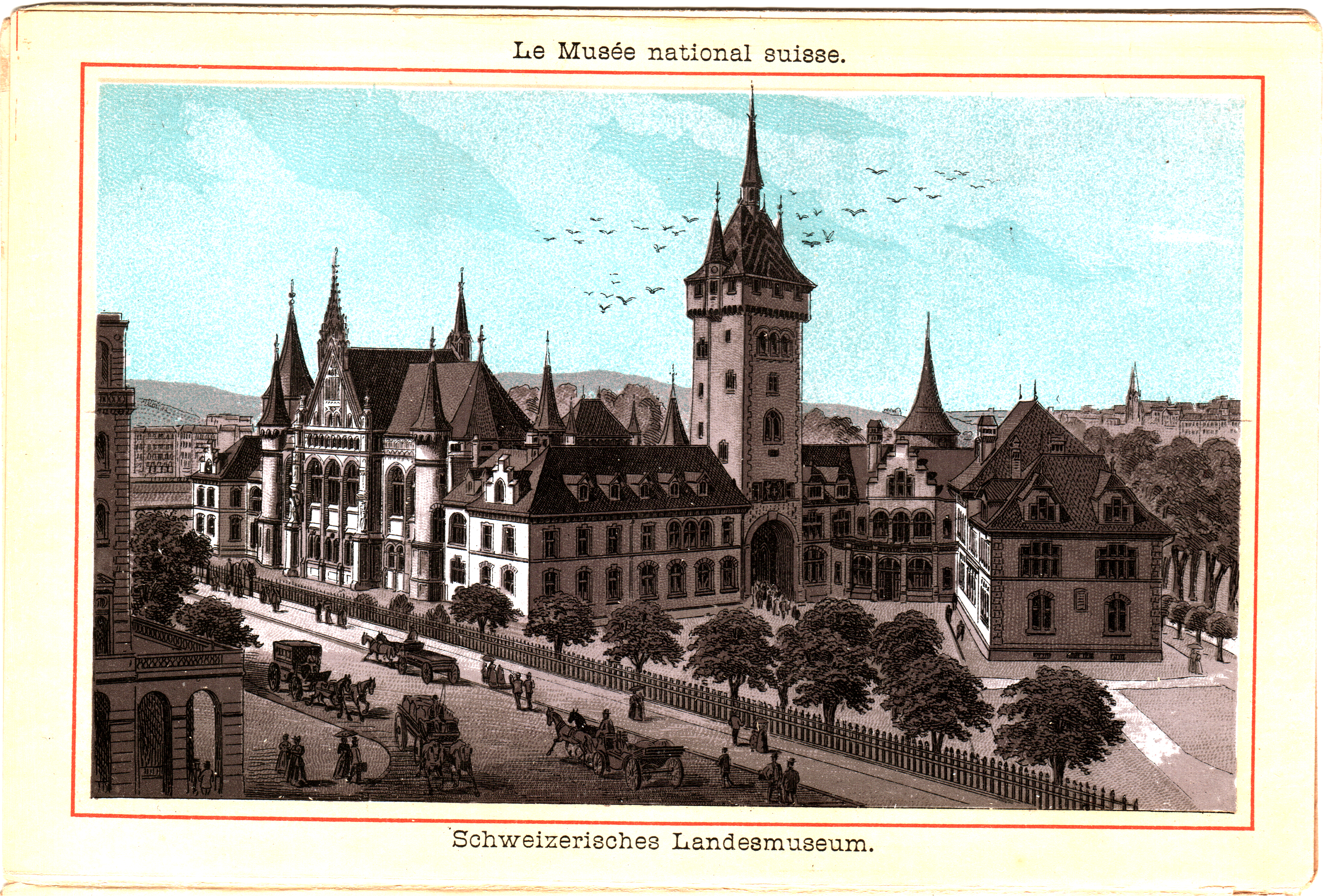
Le Musée national suisse.

La Kunstgewerbliche Fachschule (école professionnelle d'arts appliqués) est fondée en 1878. Les cours sont donnés dans différents emplacements de la ville. À partir de 1883, l'institution est nommée Kunstgewerbeschule (école d'arts appliqués). En 1895, l'école emménage dans une aile du Musée national suisse, qui ouvre en 1898. Dans son enseignement, l'école se situe dans la tradition des écoles d'arts appliqués d'Allemagne et d'Autriche, et surtout du mouvement Arts & Crafts né en Angleterre. En 1887 est introduit un cours préparatoire, le Vorkurs.
Dans la période entre 1900 à 1904, il apparaît nécessaire de moderniser l'école, et un processus de réforme est lancé. Le mise au concours du poste de directeur rencontre pas moins de 36 candidatures. En 1906, le peintre belge Jules de Praetere (1879-1947) est nommé à ce poste, qu'il occupe jusqu'en 1911. Alfred Johann Altherr (de) prend sa succession en 1912, jusqu'à sa retraite en 1937, et met en place un "programme pédagogique exceptionnel". Il engage notamment des enseignants comme Ernst Keller et Sophie Taeuber.

### Émergence d'un style graphique suisse
Dans les années 1920 à 1940, certains des plus importants protagonistes du graphisme suisse effectuent leur formation à la Kunstgewerbeschule : Richard Paul Lohse au début des années 1920, Josef Müller-Brockmann de 1932 à 34, Emil Ruder de 1941 à 42, Jean Widmer de 1946 à 50, et Adrian Frutiger de 1949 à 51. 
Des enseignants influents durant ces années sont Otto Baumberger (de 1916 ou 1920 à 1933), Ernst Keller (graphisme, de 1918 à 1956), Walter Käch (de) (dessin de caractères, de 1940 à 1967) et Alfred Willimann (de) (calligraphie, de 1929 à 1957),,. D'autres enseignants sont les peintres Otto Meyer-Amden (1928–1932) et Karl Otto Hügin (dès 1928).
En 1938, le peintre zurichois Johannes Itten, ne pouvant plus travailler en Allemagne à cause des fermetures d'écoles par le parti national-socialiste, est nommé directeur de la Kunstgewerbeschule. Itten a enseigné au Bauhaus de Weimar de 1919 à 1923, avant de diriger une école d'art à Berlin, et une école de création textile à Krefeld. Il exerce la fonction de directeur de la Kunstgewerbeschule jusqu'en 1953.
En 1948, la Kunstgewerbeschule Zürich adopte le sigle KGSZ.

### Les grandes années du design suisse
Durant les années 1950 à 1960, la typographie suisse connaît une reconnaissance internationale croissante. La Kunstgewerbeschule de Zurich devient l'un des principaux pôles de ce mouvement, avec l'école de Bâle. Plusieurs figures du graphisme suisse y enseignent durant cette période : Hans Eduard Meier (de 1950 à 1986), Josef Müller-Brockmann (de 1957 à 1959 ou 1960), Rudolf Bircher (1960 à 1976), Jost Hochuli (de 1967 à 1980).
En 1985-1986, l'école est nommée Schule für Gestaltung Zürich SfGZ.

## Anciens élèves

### Autres anciens élèves
- Marie-Louise Bion, peintre (à la fin des années 1870)
- Otto Baumberger, graphiste (de 1905 à 1907); il sera ensuite enseignant à partir de 1916[6] ou 1920[5]
- Walter Käch, graphiste (notamment auprès d'Ernst Keller); il sera enseignant à partir de 1940
- Alfred Willimann, en 1916; il sera enseignant à partir de 1929[7]
- Pierre Gauchat, graphiste (de 1916 à 1920, dans les classes d'Otto Baumberger et d'Ernst Keller)
- Hans Fischer, illustrateur (de 1928 à 1930, dans les classes de Otto Meyer-Amden et Karl Hügin)[12]
- Jean Weinbaum, peintre (avant 1946)
- Anita Niesz, photographe (de 1944 à 1948)
- Charles Meystre, peintre (de 1945 à 1947)
- Werner Wälchli, graphiste et peintre (de 1946 à 1948)
- Fred Toller, graphiste (diplômé en 1950)[13]
- Peter Knapp, photographe, peintre et cinéaste (de 1947 à 1951)
- Bruno Weber, architecte et sculpteur (en 1947)
- Sonja Knapp, graphiste et styliste (environ 1957 à 1961)
- Ruedi Baur, designer (diplômé en 1979)

## Sources
- (en) Peter Vetter, Katharina Leuenberger et Meike Eckstein, No Style. Ernst Keller, Teacher and Pioneer of the Swiss Style, Zurich, Triest, 2017, 254 p. (ISBN 978-3-03863-023-4)
- Leza M. Uffer, « Ecoles d'arts appliqués », sur Dictionnaire historique de la Suisse (DHS), 13 juin 2012 (consulté le 18 janvier 2024).